# Andwelé Slory
Andwélé Slory (ur. 27 września 1982 w Paramaribo) – piłkarz holenderski grający na pozycji napastnika.

## Kariera klubowa
Andwélé karierę zaczynał w drugoligowym holenderskim klubie o nazwie Telstar. Został włączony do pierwszego zespołu w wieku 18 lat. Było to w sezonie 2000/2001. W tym sezonie nie rozegrał jednak żadnego spotkania w Eerstedivisie. W następnym sezonie rozegrał 9 spotkań, nie zdobywając żadnego gola. Tak było do sezonu 2003/2004. Wówczas to Slory stał się gwiazdą swojej drużyny. W 35 spotkaniach Eerstedivisie zdobył 12 goli zostając najlepszym strzelcem swojej drużyny. W kolejnym sezonie zdobył 9 bramek w 31 meczach i swoją postawą zwrócił uwagę włodarzy czołowego klubu II ligi Excelsioru. Przejście do tego klubu dało mu możliwość walki o awans do Eredivisie. Andwélé jako czołowy zawodnik drużyny z Rotterdamu awansował wraz z kolegami z zespołu do Eredivisie. W swoim pierwszym sezonie na boiskach pierwszej ligi Andy pokazał się z bardzo dobrej strony. W 29 spotkaniach zdobył 12 bramek. Nie obeszło się to bez zainteresowania czołowych klubów holenderskich jednak Andwélé tuż przed rozpoczęciem rundy wiosennej Eredivisie podpisał kontrakt z Feyenoordem. Było to dokładnie 21 grudnia 2006.
Z kolei w 2010 roku podpisał umowę z West Bromwich Albion. Po zakończeniu tego sezonu piłkarz zagrał w bułgarskim Lewskim Sofia, a w 2011 roku reprezentował barwy Adelaide United. W 2015 roku był zawodnikiem Dordrechtu, a potem nie grał już w żadnym klubie.

## Kariera reprezentacyjna
W dniu 2 lipca 2007 Slory zadebiutował w reprezentacji Holandii w meczu towarzyskim przeciwko Korei Południowej. Marco Van Basten dał mu drugą szansę tym razem w spotkaniu z reprezentacją Tajlandii. Dorobek reprezentacyjny Andwélé to 2 występy i 0 goli.